# Quibera
Quibera (quinubi: Kibera, lit. floresta ou selva) é uma favela da cidade de Nairóbi, capital do Quênia, situada a 6,6 km do centro. É a maior favela do país e de toda a África. Segundo o censo queniano de 2009, a população de Quibera era de 170 070 habitantes. Outras fontes sustentam que tenha uma população total de mais de 500 mil pessoas e até mesmo de mais de um milhão, dependendo do número de favelas agregadas à área.